# Mario Roatta
Mario Roatta (Módena, 2 de fevereiro de 1887 – Roma, 6 de janeiro de 1968) foi um militar italiano fascista que chegou a tenente-general.
Entrou na Academia de Infantaria em 1906 e, após passar pela Escola de Guerra, alcançou a patente de capitão, sendo destinado ao Estado Maior. Participou na Primeira Guerra Mundial. Em 1934 ocupa o posto de Chefe do Servizio Informazioni Militari, com a patente de coronel, até 1935. Em 1936 toma a seu cargo, como Comandante-chefe e já como general, as tropas italianas em Espanha, o Corpo di Truppe Volontarie, em apoio aos sublevados contra a Segunda República e, assim, participa na Guerra Civil Espanhola. Continuou a manter um alto nivel de controlo sobre o Serviço de Informações Militares da Itália.
Em 1939 foi enviado a Berlim como agregado militar da embaixada italiana na capital alemã. Iniciada a Segunda Guerra Mundial ocupou diversos postos de responsabilidade no Estado Maior fascista. Em 1942 foi-lhe destinada a Croácia, como Comandante do II Exército, e mais tarde esteve ao comando das tropas instaladas na Eslovénia e na Dalmácia. Durante este tempo destacou-se pela sua falta de piedade, provocando situaçõnes de terror entre a população civil no seu combate contra os partisans jugoslavos, sendo por isto apelidado de "a besta" naquele país.
Em 1943 foi destinado a ser Comandante em Chefe do VI Exército na Sicília, onde chegou a ser General em Chefe. Em novembro do mesmo ano foi trasladado para Roma, para ocupar o posto de Comandante-Geral do Estado Maior. Detido em 1945, conseguiu evadir-se em 4 de março durante o julgamento do assassinato dos irmãos Roselli, graças ao apoio de um comando dos Carabinieri, o que provocou a indignação geral popular. Capturado de novo, foi condenado a prisão perpétua, mas foi perdoado em 1946.